# 查理桥 (纽伦堡)
查理桥（Karlsbrücke）是纽伦堡老城区的两座横跨佩格尼茨河的桥梁的名称：

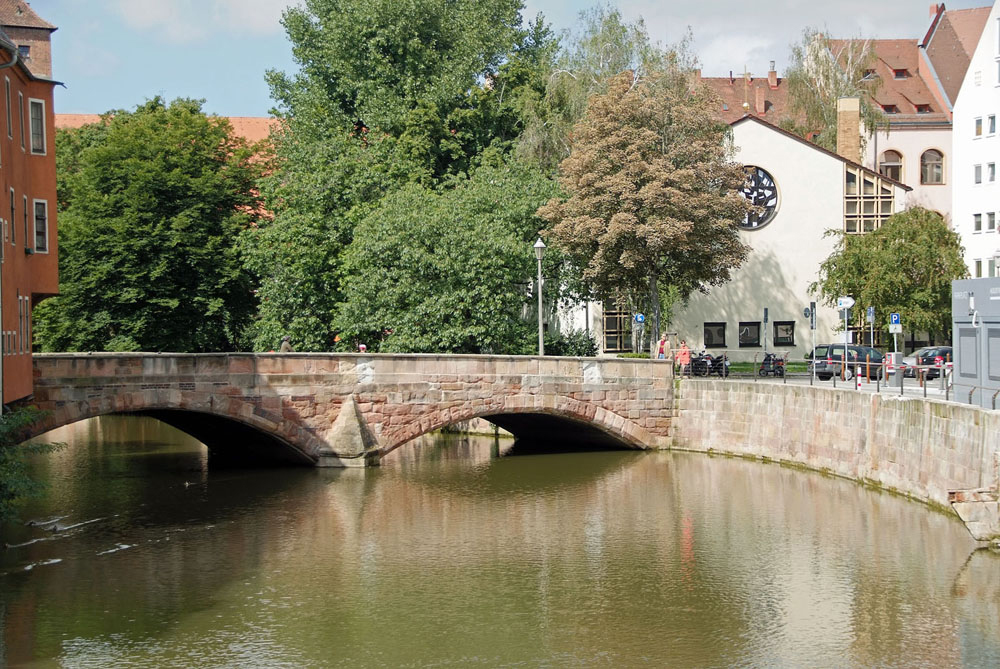
下查理桥

- 北查理桥、下查理桥（Untere Karlsbrücke），连接跳蚤市场岛（Trödelmarktinsel）和佩格尼茨河以北的塞巴尔德老城区；

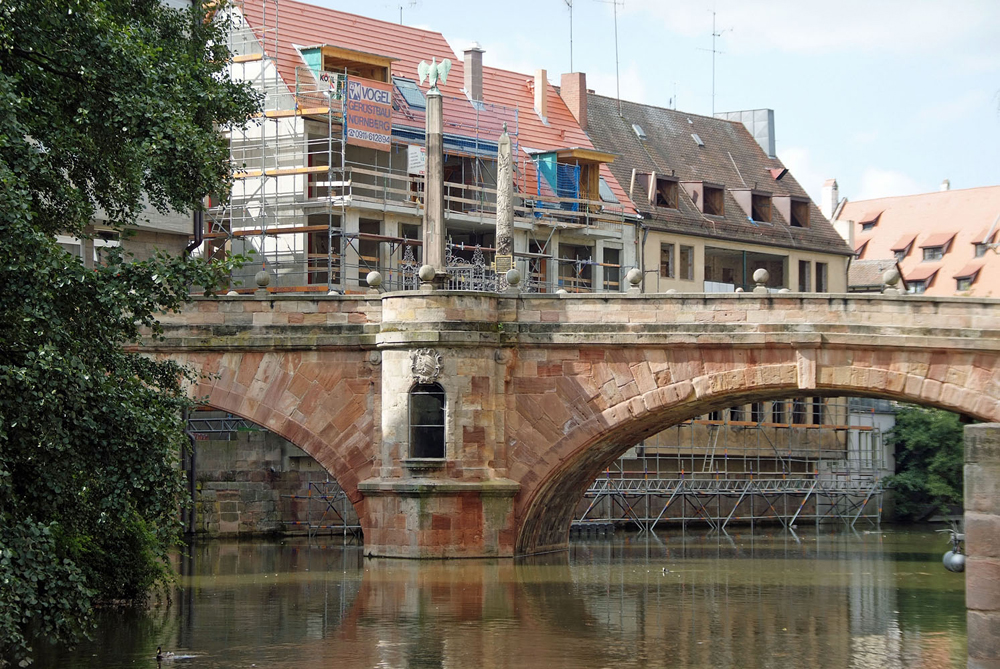
上查理桥

- 南查理桥、上查理桥（Obere Karlsbrücke），连接跳蚤市场岛与佩格尼茨河以南的洛伦茨老城区。

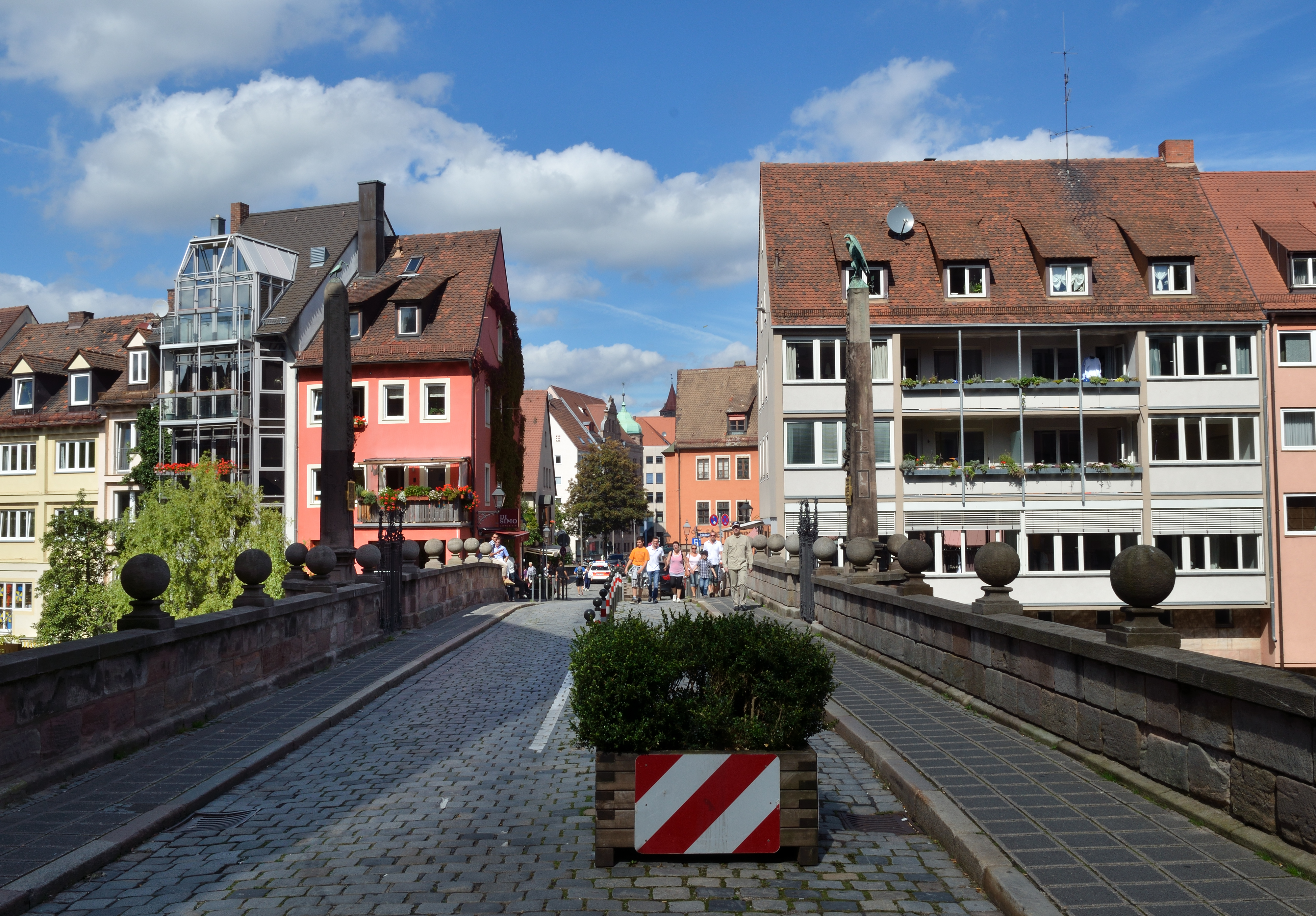
查理桥

## 下查理桥
砂岩桥建于1486年，基本上保持了原样。它曾经被称为Säubrücke（在中世纪，在跳蚤市场有一个猪市场）、德雷尔桥（Derrersbrücke，得名于德雷尔家族）、木材桥（Holzbrücke）和苦木桥（Bitterholzbrücke）。

## 上查理桥

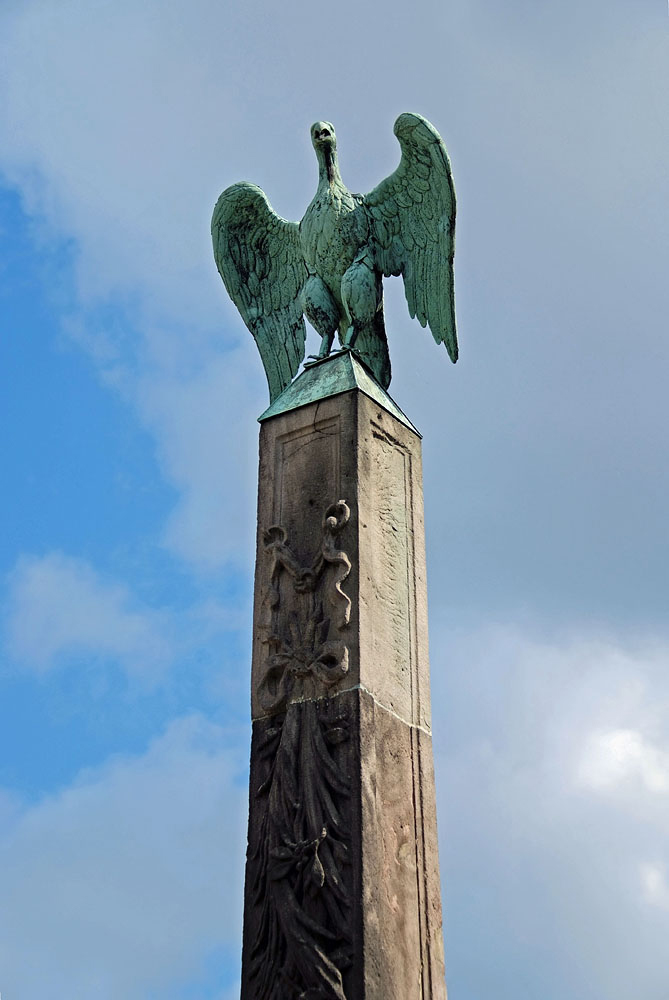
上查理桥的战鹰方尖碑

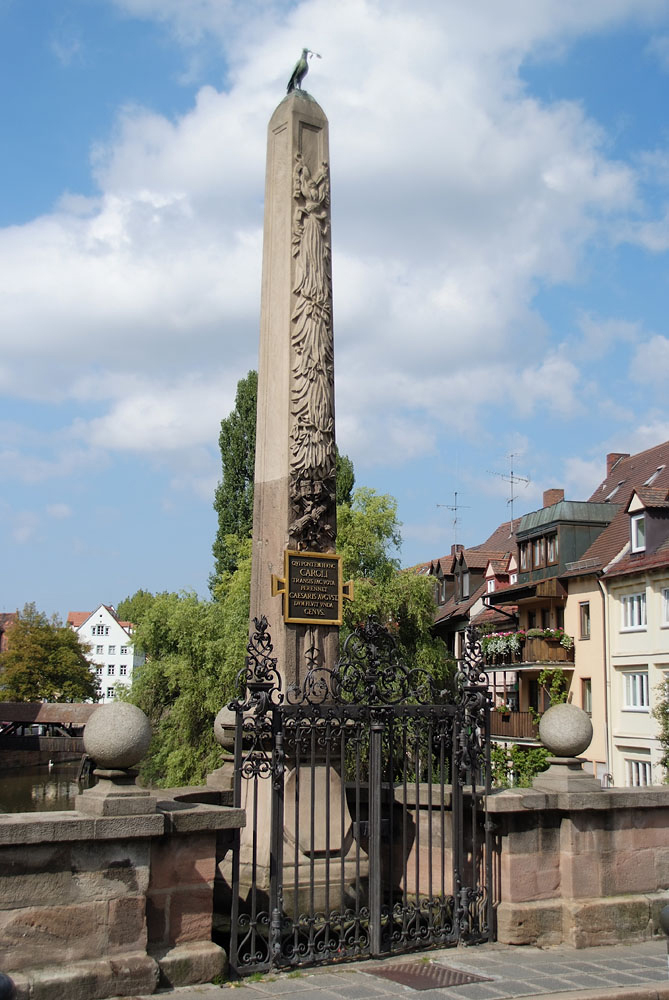
上查理桥的和平鸽方尖碑

在洛伦茨老城和跳蚤市场之间，原本有一座木桥，于1451年被毁。第二年，兴建了一座木质廊桥长桥（Lange Brücke），绰号"吊桥（Hängende Brücke）。
1603-1604年，一座新桥代替吊桥建成。继意大利建筑师安德烈亚·帕拉弟奥在巴薩諾-德爾格拉帕的布伦塔河上建造巴萨诺桥之后，沃尔夫·雅各布·斯特罗默（Wolf Jacob Stromer）建造了一座40米长、7.5米宽的木桥。两侧各有20个摊位，出租给经销商。由于摊位的字母顺序，这座桥被称为ABC桥（ABC-Brücke）。
1728年，破旧的ABC桥被现存的砂岩拱桥所取代。为了纪念当时的皇帝查理六世和他的妻子伊丽莎白，这座建筑最初被称为皇帝桥（Kaiserbrücke）或伊丽莎白桥（Elisabethbrücke）。